# In a Broken Dream
In a Broken Dream è un singolo del gruppo musicale australiano Python Lee Jackson, con la voce solista di Rod Stewart, pubblicato nel 1970.		

## Descrizione
Il brano è stato composto negli anni '60 dal tastierista e cantante del gruppo David Keith Bentley. Il disc jockey John Peel aveva scritturato i Python Lee Jackson per la sua etichetta discografica Dandelion, ma essendo insoddisfatto della voce solista, aveva ingaggiato il session man Rod Stewart per il ruolo. La sua performance è stata così apprezzata che il disco venne inciso, senza tuttavia accreditare il cantante. Il disco, nella prima pubblicazione del 1970, fu un fiasco; ripubblicato due anni dopo, nel 1972 dopo il successo di Maggie May di Stewart, il brano godette di successo mondiale. Il brano fa parte della colonna sonora del film  del 1996 Le onde del destino diretto da Lars von Trier.

## Tracce
Testi e musiche di David Bentley.
1. In a Broken Dream
2. Boogie Woogie Joe